# Jakub Arbes
Jakub Arbes, né le 12 juin 1840 à Prague et mort le 8 avril 1914 à Prague, est un écrivain et journaliste tchèque, précurseur de la science-fiction (par ex. Newtonův mozek (Le Cerveau de Newton), 1877). Outre les romans fantastiques et mystérieux (souvent comparés avec des textes de Edgar Allan Poe), il a écrit des romans inspirés par une réalité tout à fait quotidienne, par la vie des quartiers industriels et par le combat politique des marginaux : Kandidáti existence (Les candidats à l'existence), Moderní upíři (Vampires modernes).
Il a été fortement influencé par Jan Neruda. Neruda était son professeur au lycée de la Vieille-Ville et il deviendra plus tard un ami et contribuera à la décision du Arbes de devenir écrivain. Neruda l'a invité à faire partie du groupe littéraire Májovci. Neruda a classé les textes fantastiques de Arbes dans le genre typiquement tchèque romanetto (en).

## Œuvres traduites en français
- Saint-Xavier traduction de Svatý Xaverius par Hana Voisine-Jechova et Jacques Voisine, l'Harmattan, 2004

## Œuvres traduites en anglais
- « The Riot », « Two friends », « A Couple of Maches », in Prague Mysteries: Crime Stories by Czech Authors, traduction de Mirek Katzl, Sharpless House, 2015